# Бернд Нотгофер
Бернд Нотгофер (нім. Bernd Nothofer, нар. 18 грудня 1941, Крефельд, Німеччина) — німецький мовознавець. Його основні наукові інтереси включають австронезійську історичну лінгвістику, малайську діалектологію та мови Індонезії.

## Освіта
Після закінчення середньої школи Бернд Нотгофер навчався в Бонні з 1962 року. У 1966 році він отримав «Lisence de Lettre libre» в Університеті Франш-Конте в Безансоні, Франція, і викладав німецьку та французьку філологію в Державному коледжі Міллерсвілля в Пенсильванії, США.
З 1967 по 1973 рік, він вивчав лінгвістику з Ісидором Даьєном в Єльському університеті. У 1973 році він отримав ступінь доктора філософії з лінгвістики після завершення польових досліджень в індонезійських провінціях Західна Ява та Центральна Ява. У 1977 році закінчив габілітацію в Кельнському університеті.

## Кар'єра
З 1973 по 1981 рік, Бернд Нотгофер був науковим співробітником Кельнського університету та викладачем Рейнського університету ім. Фрідріха-Вільгельма в Бонні. У 1981 році він приєднався до Університету Гете у Франкфурті-на-Майні, де був професором Інституту досліджень Південно-Східної Азії до свого виходу на пенсію у 2008 році.
З 1985 по 2000 рік, він був запрошеним професором в Університеті Індонезії, Університеті Андаласу, Університеті Брунею-Даруссаламу, Університеті Гаджа Мада, Австралійському національному університеті, Гавайському університеті, Університеті Кебангсаан Малазії та Мельбурнському університеті. 
У 2006 році у Франкфурті-на-Майні він був удостоєний в збірник статей «Острівна Південно-Східна Азія: лінгвістичні та культурні дослідження на честь Бернда Нотгофера».
У 2012 році в Джок'якарті був опублікований ще один збірник статей на честь Бернда Нотгофера під назвою «Seminar Sehari bersama Prof. Dr. Bernd Nothofer dan Purnabakti Dr. Inyo Yos Fernandez».

## Вибрані публікації
- The reconstruction of Proto-Malayo-Javanic. In: Verhandelingen van het Koninklijk Instituut voor Taal-, Land- en Volkenkunde 73 (1975). Nijhoff, The Hague.
- Dialektgeographische Untersuchungen in West-Java und im westlichen Zentraljava. 2 Bände. Harrassowitz, Wiesbaden 1980.
- Dialektatlas von Zentral-Java. Harrassowitz, Wiesbaden 1981.
- with K.-H. Pampus, Gloria und Soepomo Poedjosoedarmo: Bahasa Indonesia. Indonesisch für Deutsche. Teil 1. Groos, Heidelberg 1985.
- with K.-H. Pampus, Gloria und Soepomo Poedjosoedarmo: Bahasa Indonesia. Indonesisch für Deutsche. Teil 2. Groos, Heidelberg 1987.
- (editor). Die deutsche Malaiologie. Festschrift zu Ehren von Frau Professor Dr. Irene Hilgers-Hesse. Groos, Heidelberg 1988.
- with K.-H. Pampus: Bahasa Indonesia. Indonesisch für Deutsche. Teil 1. Zweite, vollständig überarbeitete Auflage. Groos, Heidelberg 1988.
- (editor). Reconstruction, Classification, Description. Festschrift in Honor of Isidore Dyen. Abera, Hamburg 1997.
- Dialek Melayu Bangka. Penerbit Universiti Kebangsaan Malaysia, Bangi 1997.
- Pengantar etimologi. Badan Pengembangan dan Pembinaan Bahasa Indonesia, Jakarta 2013.